# Victorino Núñez
Victorino Núñez Rodríguez (Quiroga, provincia de Lugo, 20 de mayo de 1936 - Orense, 19 de junio de 2010) fue un político español, de tendencia galleguista y centrista.
Licenciado en Derecho, inició su carrera en la Caja Rural de Orense, como colaborador de Eulogio Gómez Franqueira en Coren-Uteco, en cuyo entorno se había creado la caja para proporcionar financiación a los cooperativistas. Dio sus primeros pasos políticos con Gómez Franqueira al fundar con José Quiroga Suárez el partido Acción Política Orensana al comienzo de la transición, el cual se integraría posteriormente en UCD. Al desaparecer la UCD, Victorino Núñez fue uno de los impulsores de Centristas de Ourense, germen a su vez de Coalición Galega, formación política que abandonaría en 1985 para recomponer la formación anterior bajo la denominación Centristas de Galicia. Esta pequeña formación, con implantación fundamentalmente en la provincia de Orense se presentó a varios comicios coligada con el Partido Popular, en el que finalmente terminaría por integrarse.
Victorino Núñez fue presidente de la Diputación Provincial de Orense, concejal en Orense y consejero sin cartera de la Junta preautonómica de José Quiroga Suárez. Tras las elecciones legislativas de 1986 obtuvo un escaño en el Senado, del que tomó posesión el 22 de junio y en octubre de 1989 fue elegido diputado en el Congreso.
En las elecciones al Parlamento de Galicia de 1989 fue elegido diputado en el Parlamento de Galicia, comenzando su mandato en 1990, y gracias a los acuerdos entre su formación y el Partido Popular fue escogido presidente del Parlamento durante siete años (entre 1990 y 1997), correspondientes a la tercera y cuarta legislaturas. Tras su paso por el parlamento gallego, regresó al Senado en 1997, elegido en representación de la comunidad autónoma, hasta el 20 de enero de 2004, fecha en que se disolvieron las cámaras.